# Pyrjatyn
Pyrjatyn (Oekraïens: Пирятин) is een stad in Oekraïne, het administratieve centrum van het rayon Poltava, oblast Poltava. De stad heeft 15.882 inwoners (2015). De stad ligt ongeveer 190 kilometer ten noordwesten van Poltava, op de rechteroever van de rivier de Udaj aan de snelweg E40.